# رانومافانا (تائولانارو)
رانومافانا (به لاتین: Ranomafana) یک منطقهٔ مسکونی در ماداگاسکار است که در توآلانارو واقع شده‌است. رانومافانا ۳۸۳ کیلومتر مربع مساحت و ۱۱٬۰۰۰ نفر جمعیت دارد و ۶۱ متر بالاتر از سطح دریا واقع شده‌است.